# Schizophrénie torpide
La schizophrénie torpide ou schizophrénie à évolution lente (russe : вялотеку́щая шизофрени́я, vyaloteushchaya shizofreniya) est une catégorie de diagnostic utilisée en Union soviétique, durant les années 1960-1980, pour décrire une prétendue schizophrénie à évolution lente.
Elle n'a jamais été reconnue par l'Organisation mondiale de la santé (OMS). Il s'agit d'un exemple flagrant de l'utilisation abusive de la psychiatrie à des fins politiques, comme moyen de museler les critiques et les opposants.

## Contexte

### Le diagnostic en psychiatrie
Le diagnostic psychiatrique se base principalement sur une théorie et sur un système de catégories composées de critères. Le diagnostic est alors une confrontation, un test, entre la réalité du patient et la « vérité » du système. Si le système de classification est erroné (catégories trop larges ou trop restreintes), le risque d'erreur de diagnostic est d'autant plus élevé (sur-diagnostic ou sous-diagnostic).
Dans une large mesure, le diagnostic psychiatrique est aussi un acte social, car il se situe dans un contexte où le psychiatre juge son patient par rapport aux normes sociales de son époque. En principe, les psychiatres sont avertis de cette problématique, et au cours de leur formation ils apprennent à distinguer ce qui relève d'une pathologie psychiatrique ou non (comportements sociaux – militants, religieux, artistiques...–  ou  excentriques ou encore issus d'une culture différente). 
Pour limiter ces risques d'erreurs,  des systèmes de classification révisables, nationaux ou internationaux, ont été mis en place au cours du XXe siècle. Les plus utilisés dans le monde sont le DSM établi aux États-Unis, et le CIM établi par l'OMS. Ces systèmes, toujours discutables, sont bâtis à partir des travaux de recherche acceptés par la communauté psychiatrique mondiale.

### La psychiatrie en Union soviétique

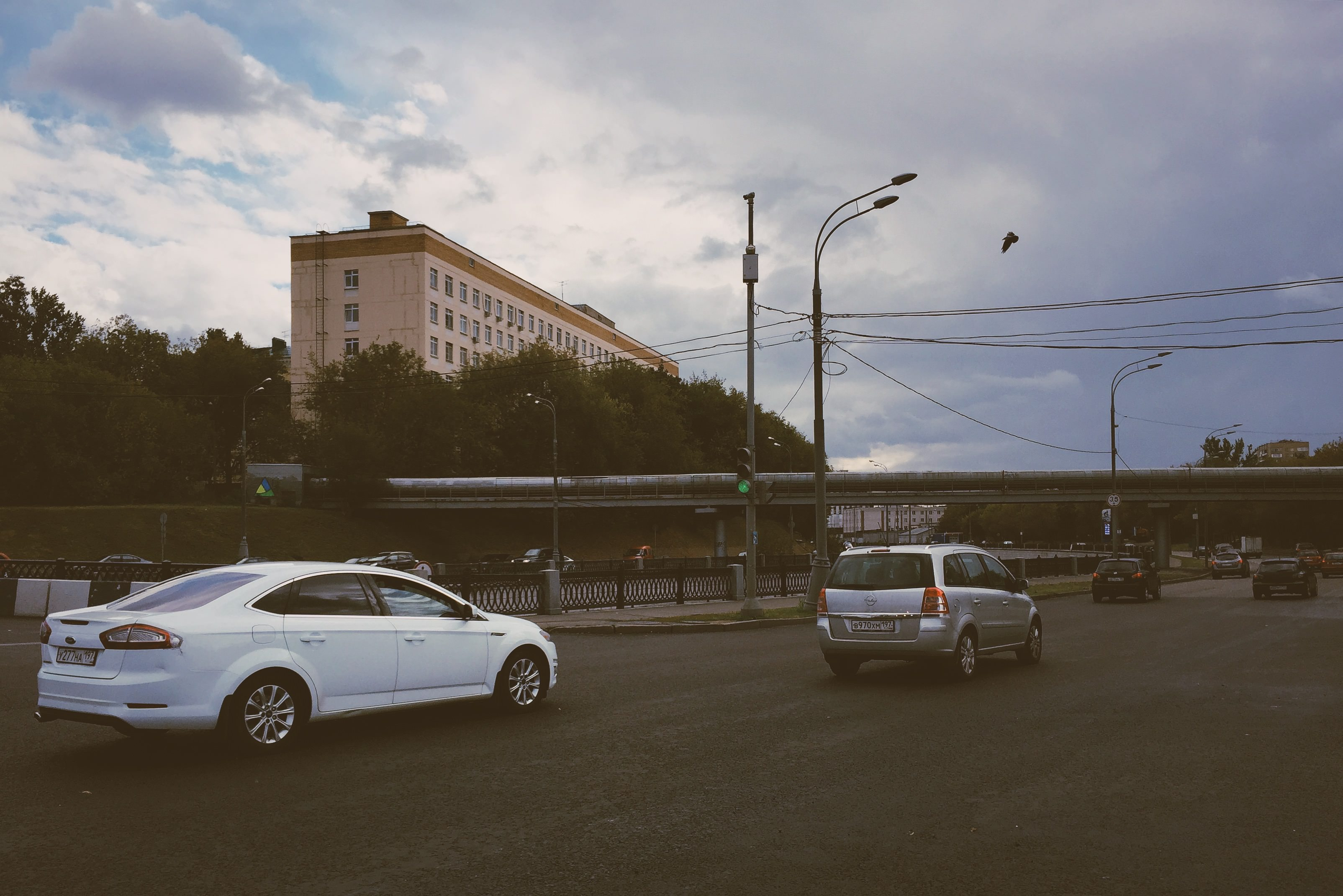
L'Institut de Psychiatrie de Moscou en 2015. Fondé en 1944, l'institut a été dirigé de 1962 à 1987 par Andrei Znezhnevsky, créateur de la schizophrénie torpide.

Le système politique soviétique se caractérise par des liens étroits entre l'appareil d'État et celui d'un parti unique, le Parti communiste de l'Union soviétique ; et la société soviétique par l'omniprésence d'une seule idéologie politique. Ceci commence dès le début des études médicales, où les études politiques idéologiques (philosophie, économie, histoire...) sont une part obligatoire de l'enseignement. À la fin de ses études, le psychiatre soviétique prête serment sur des principes hippocratiques, mais aussi selon les principes de la morale communiste, et du devoir de responsabilité envers le peuple et l'État soviétique. Le psychiatre est un travailleur social et politique.
Le système politique fait en sorte qu'au sommet hiérarchique de tous les domaines, se concentrent des membres du Parti ayant parcouru une double carrière (politique et professionnelle). Tous les psychiatres soviétiques sont employés par le ministère de la santé, sauf les psychiatres militaires et du système pénitentiaire qui dépendent du ministère de l'intérieur.
La concentration des pouvoirs et la rigidité hiérarchique du système donne un pouvoir considérable au directeur de l'Institut de psychiatrie de Moscou, une branche de l'Académie des sciences médicales de l'URSS.

## Classification soviétique
Après la Seconde Guerre mondiale, l'Union soviétique développe son propre système de classification des maladies mentales sous la houlette du psychiatre Andreï Snejnevski (en) (1904-1987).

### L'auteur
La carrière de Snejnevski débute rapidement : à l'âge de 28 ans, il est à la tête d'un hôpital psychiatrique. Ambitieux, il gravit les échelons en combinant des talents de psychiatre et de politicien. Il apparait comme la personne incontournable pour promouvoir la ligne du Parti, celle qui donne, en psychologie, la préférence aux théories de Pavlov, en écartant tous les psychiatres non-pavloviens. 
Durant les années 1940-1950, Snejnevski exerce à l'Institut de psychiatrie de Moscou, le principal centre de recherches psychiatriques en URSS, en s'intéressant plus particulièrement à la schizophrénie (théorie et diagnostic). Il accède au pouvoir suprême en psychiatrie, lorsqu'il est nommé directeur de l'Institut en 1962. Il oriente alors tout l'institut vers ses propres travaux de recherches, car sa position lui donne la haute main sur toute la psychiatrie soviétique. 
Au début des années 1970, la plupart des psychiatres soviétiques en activité sont ses élèves. Il est le directeur de l'unique revue soviétique de psychiatrie existante, et membre influent de comités ministériels sur les budgets de recherche. À la fin des années 1970, la domination de Snejnevski et de l'« École de Moscou » sur la psychiatrie soviétique est presque totale, et cette influence se poursuivra après sa mort survenue en 1987.

### La théorie

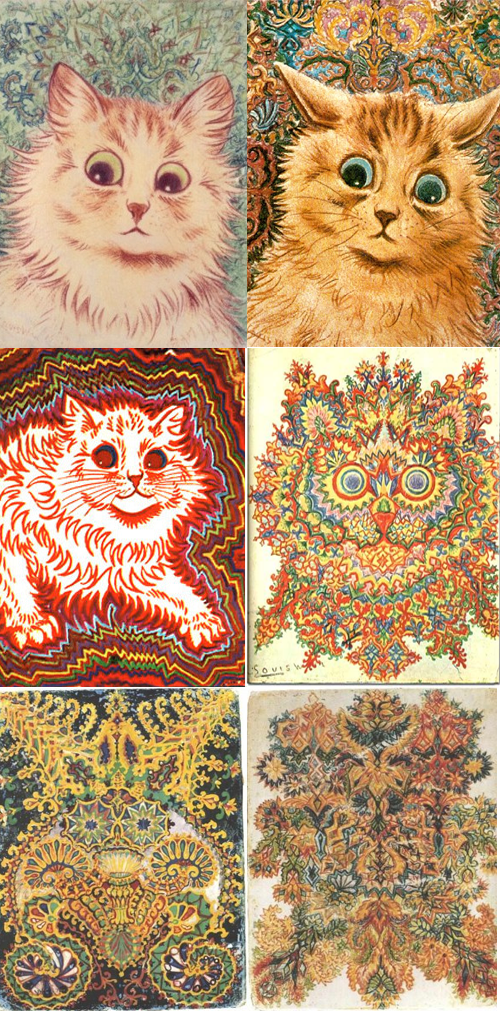
Six chats de Louis Wain (1860-1939), ou « Qui veut noyer son chat l'accuse de schizophrénie ».

Dans les années 1950, Snejnevski et ses collègues développent une théorie selon laquelle la schizophrénie se présente sous trois formes différentes. Que la schizophrénie se présente sous différentes formes symptomatiques était une donnée acquise, traditionnellement admise en Occident depuis Emil Kraepelin (1856-1926).
L'originalité de « l'École de Moscou » est de distinguer des formes évolutives de schizophrénie, identifiables selon une étude rétrospective (méthode biographique) des symptômes :
1. La forme continue : qui débute à la fin de l'adolescence ou chez l'adulte jeune, et qui s'aggrave progressivement, sans amélioration possible.
2. La forme périodique : qui alterne des phases aiguës et des phases normales.
3. La forme changeante : qui est une forme intermédiaire entre les deux précédentes.

Chacune de ces trois formes représente une maladie en soi, ayant sa propre base biologique et génétiquement déterminée. En ce qui concerne les formes évolutives 1 et 3, elles sont subdivisées en trois stades qu'elles franchissent successivement : insidieux ou torpide, modéré, sévère. 
Du point de vue de la psychiatrie occidentale, les formes modérées et sévères pourraient correspondre théoriquement à des formes connues et reconnues. Il en va autrement pour le concept de  schizophrénie torpide développé dans les années 1960.  
Cela est d'autant plus problématique que, dans cette théorie, toute personne diagnostiquée «torpide» appartient à la catégorie des formes modérées et sévères vers lesquelles elle est censée évoluer. 

## Clinique
Les critères de diagnostic de schizophrénie torpide sont par exemple : les troubles névrotiques, l'introspection, le doute obsessionnel, le conflit avec les parents ou l'autorité, le « réformisme ».
Les symptômes usuels (occidentaux) de la schizophrénie ou des troubles psychotiques ne sont pas présents, et la plupart des psychiatres occidentaux ne diagnostiqueraient pas une schizophrénie. Mais pour l'école soviétique, on présume qu'ils vont se développer ultérieurement. Appliqués à une grande population, ces critères extraordinairement larges sont susceptibles non seulement d'englober l'ensemble des troubles mentaux non schizophréniques, mais aussi des sujets qui seraient jugés sains en Occident. 
Dès lors, des personnes menant une vie normale, et ne se plaignant d'aucune souffrance psychique particulière, se voient désignées comme souffrant de schizophrénie torpide. 
Le diagnostic de schizophrénie torpide a été massivement utilisé à l'encontre des dissidents pour justifier leur internement forcé en hôpital psychiatrique. Ces dissidents peuvent se répartir en plusieurs groupes : 
- militants des droits de l'homme et partisans d'une plus grande démocratie par des moyens pacifiques et légaux, dans le respect même des principes de la constitution soviétique (celle de 1936, puis celle de 1977) ;
- nationalistes protestant contre leur manque de droits (Tatars de Crimée, Ukrainiens, Estoniens, Lituaniens...), là encore en accord avec des principes théoriques inscrits dans la constitution soviétique.
- candidats à l'émigration, exprimant le souhait ou cherchant à quitter l'Union soviétique.
- croyants religieux, personnes appartenant à différentes religions et désirant la pratiquer librement (en dehors du cadre limité et surveillé, imposé par l'État soviétique).
- citoyens dérangeants : ceux qui se plaignent sans cesse des excès et abus de l'administration soviétique.

L'école de Moscou effectue ainsi un recoupement de critères entre la schizophrénie torpide et des « styles dissidents » (types de personnalité). Par exemple la suspicion et le doute, l'obsession du détail, la dépression, l'inadaptation sociale, la religiosité ou le « réformisme ».
Malgré l'absence de symptômes psychotiques, les patients sont internés dans des hôpitaux psychiatriques spéciaux dépendant du ministère de l'Intérieur, pour des durées indéterminées, allant de quelques semaines à plusieurs années. Ils sont souvent traités avec des médicaments prévus pour le traitement de la schizophrénie.

## Analyses
La majorité des experts s'accordent à dire que ce concept a été fabriqué à la demande du parti communiste et du KGB et que ses auteurs étaient parfaitement conscients du caractère idéologique et abusif de leur démarche. 
L'hôpital psychiatrique devient un nouveau moyen de répression socio-politique, ayant tendance à se substituer au Goulag. L'utilisation politique du concept de schizophrénie torpide durant la période 1960-1980 serait liée à l'ère Khrouchtchev et à sa politique de détente. Sur le plan international, l'alibi psychiatrique permet à l'URSS de Khrouchtchev de se présenter comme moins répressive par rapport à celle de Staline, tout en discréditant les oppositions internes. 
Selon Sydney Bloch, les psychiatres soviétiques peuvent être répartis en trois groupes (selon Bloch, il s'agit d'une approche simplifiée, la réalité étant probablement plus complexe):
1. Le groupe dominant, constitué de quelques douzaines de personnes, occupant les postes de direction d'hôpitaux ou d'administration soviétiques. Ils sont directement impliqués, et qui bénéficient en retour des avantages économiques de la « Nomenklatura » ;
2. Le groupe moyen, largement majoritaire, qui prend conscience de l'abus (qui devient notoire dans les années 1970), mais qui s'en accommode ou évite de discuter sur les « cas compliqués » posés par les patients politiques. Motivés par la crainte et le conformisme[12], ils utilisent le déni et la rationalisation pour éviter de se retrouver piégés dans des dilemmes éthiques ;
3. Le groupe très minoritaire de psychiatres dissidents critiquant ouvertement leurs collègues pour utilisation non-médicale de la psychiatrie.

Dans les années 1980, sous la pression internationale, les psychiatres soviétiques admettent qu'il y a sans doute trop de personnes diagnostiquées comme souffrant de schizophrénie torpide, mais ils continuent néanmoins à utiliser cette classification, en arguant du fait qu'il s'agirait d'un « hyperdiagnostic » (erreur par excès, non-intentionnelle).
L'arrivée au pouvoir de Mikhaïl Gorbatchev en 1985 ne provoque d'abord aucun changement de pratique, mais en juillet 1987, dans le cadre de la politique de glasnost, la presse soviétique, en particulier les Izvestia, commence à dénoncer les abus psychiatriques. En 1989, plusieurs grands professeurs sont nommément accusés par la presse. Le successeur de Snejnevski (mort en 1987) est forcé de démissionner.
Cette démission coïncide avec le congrès mondial de psychiatrie, tenu à Athènes en octobre 1989. La délégation russe demande sa réadmission à l'Association mondiale de psychiatrie (en) en faisant son mea culpa.  Elle reconnaît « l'utilisation abusive, non médicale, de la psychiatrie, y compris pour des raisons politiques » et promet « la révision des cas des victimes dans toute l'URSS, avec la coopération de l'Association Mondiale de Psychiatrie ». Ceci après dix-huit ans de dénégations continues, l'Association mondiale ayant fait ses premières critiques à son congrès de 1971.
Le diagnostic de schizophrénie torpide n'a été utilisé qu'en URSS et dans certains pays du Bloc de l'Est (notamment la Roumanie) et ce, jusqu'à la chute du communisme en 1989,,.
La schizophrénie torpide n'a jamais été reconnue par l'Organisation mondiale de la santé (OMS) et est largement considérée comme un exemple frappant de l'utilisation abusive de la psychiatrie à des fins politiques en Union soviétique. 